# Olzhas Sattibayev
Olzhas Sattibayev (2 maggio 1988) è un pugile kazako.

## Palmarès
- Campionati asiatici

Zuhai 2009: bronzo nei pesi mosca.
Bangkok 2015: oro nei pesi mosca.